# Tênis de mesa nos Jogos Olímpicos de Verão de 2012
As competições de tênis de mesa nos Jogos Olímpicos de Verão de 2012 foram realizadas entre 28 de julho e 8 de agosto. A modalidade foi disputada no ExCeL com as disputas dos torneios individual e por equipes masculino e feminino.

## Calendário
| Julho/Agosto  | 25 | 26 | 27 | 28 | 29 | 30 | 31 | 1 | 2 | 3 | 4 | 5 | 6 | 7 | 8 | 9 | 10 | 11 | 12 |
| ------------- | -- | -- | -- | -- | -- | -- | -- | - | - | - | - | - | - | - | - | - | -- | -- | -- |
| Tênis de mesa |    |    |    |    |    |    |    | 1 | 1 |   |   |   |   | 1 | 1 |   |    |    |    |

|  | Dia de competição |  | Dia de final |

## Medalhistas
Masculino
| Evento              | Ouro                                  | Prata                                                   | Bronze                                                   |
| ------------------- | ------------------------------------- | ------------------------------------------------------- | -------------------------------------------------------- |
| Individual detalhes | Zhang Jike CHN China                  | Wang Hao CHN China                                      | Dimitrij Ovtcharov GER Alemanha                          |
| Equipes detalhes    | Ma Long Wang Hao Zhang Jike CHN China | Joo Se-hyuk Oh Sang-eun Ryu Seung-min KOR Coreia do Sul | Timo Boll Dimitrij Ovtcharov Bastian Steger GER Alemanha |

Feminino
| Evento              | Ouro                                   | Prata                                               | Bronze                                          |
| ------------------- | -------------------------------------- | --------------------------------------------------- | ----------------------------------------------- |
| Individual detalhes | Li Xiaoxia CHN China                   | Ding Ning CHN China                                 | Feng Tianwei SIN Singapura                      |
| Equipes detalhes    | Ding Ning Guo Yue Li Xiaoxia CHN China | Ai Fukuhara Sayaka Hirano Kasumi Ishikawa JPN Japão | Feng Tianwei Li Jiawei Wang Yuegu SIN Singapura |

## Quadro de medalhas

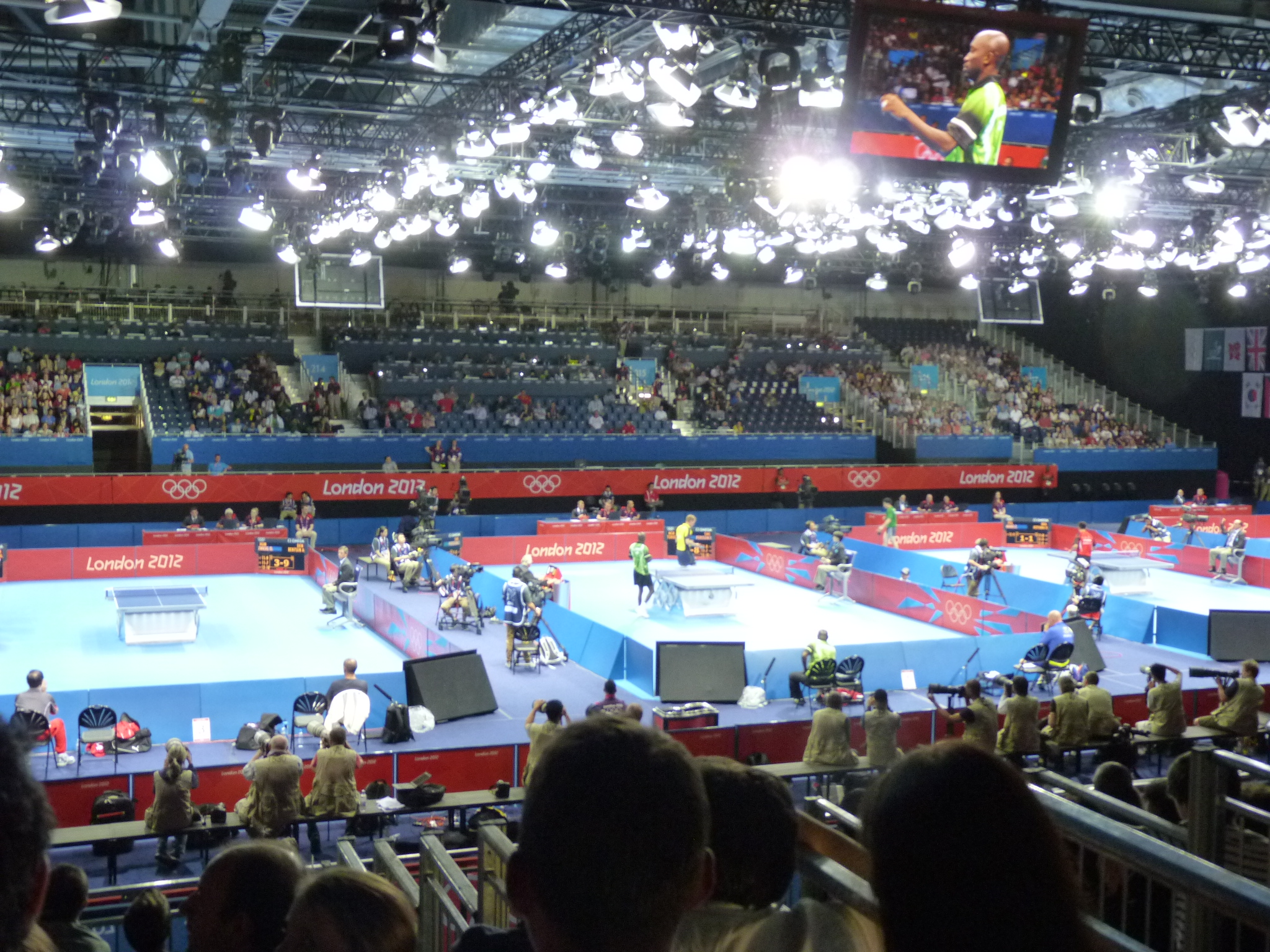
Área de competição do tênis de mesa no ExCeL.

| Ordem | País              | Medalha de ouro | Medalha de prata | Medalha de bronze |    | Ordem por total |
| ----- | ----------------- | --------------- | ---------------- | ----------------- | -- | --------------- |
| 1     | CHN China         | 4               | 2                |                   | 6  | 1               |
| 2     | JPN Japão         |                 | 1                |                   | 1  | 4               |
|       | KOR Coreia do Sul |                 | 1                |                   | 1  | 4               |
| 4     | GER Alemanha      |                 |                  | 2                 | 2  | 2               |
|       | SIN Singapura     |                 |                  | 2                 | 2  | 2               |
| TOTAL | TOTAL             | 4               | 4                | 4                 | 12 | —               |